# 2007
| 2007                                                         |
| ------------------------------------------------------------ |
| Dødsfald - Fødsler                                           |
| • Begivenheder • Film • Litteratur • Musik • Politik • Sport |

| Gregoriansk kalender | 2007 MMVII              |
| Ab urbe condita      | 2760                    |
| Armensk kalender     | 1456 ԹՎ ՌՆԾԶ            |
| Kinesiske kalender   | 4703 – 4704 丙戌 – 丁亥 |
| Etiopisk kalender    | 1999 – 2000             |
| Jødisk kalender      | 5767 – 5768             |
| Hindukalendere       |                         |
| - Vikram Samvat      | 2062 – 2063             |
| - Shaka Samvat       | 1929 – 1930             |
| - Kali Yuga          | 5108 – 5109             |
| Iransk kalender      | 1385 – 1386             |
| Islamisk kalender    | 1428 – 1429             |

2007 (MMVII) begyndte året på en mandag og året sluttede på en mandag.
Regerende dronning i Danmark: Margrethe 2. 1972-2024
Se også 2007 (tal)

## Begivenheder

### Januar
- 1. januar – Kommunalreformen træder i kraft med 98 nye kommuner og 5 nye regioner. Også landets politi- og retskredse reformeres i politireformen.
- 1. januar – De danske universiteter og forskellige forskningsinstitutioner fusioneres til 10 nye universiteter og forskningsinstitutioner.
- 1. januar – Rumænien og Bulgarien indtræder i EU. Slovenien indfører Euro. Tyskland overtager formandskabet for EU.
- 1. januar – FN får ny generalsekretær, da Ban Ki-moon afløser Kofi Annan.
- 1. januar – Belgien, Indonesien, Italien, Panama og Sydafrika bliver medlemmer af FN's Sikkerhedsråd. De afløser Danmark, Argentina, Grækenland, Tanzania og Japan.
- 1. januar – En storm rammer Danmark og Sydsverige. Øresundsbroen er lukket i et par timer og to højhuse i Rødovre evakueres pga. frygt for sammenstyrtning.
- 1. januar – Nytårsaften forløber nogenlunde fredeligt, men med flere påsatte brande end normalt og i København (på Istedgade), i Århus og Slagelse angribes brandfolk med sten og kasteskyts. To personer mister livet nytårsaften, en i en faldulykke fra et vindue, en under et slagsmål ved en fest.
- 2. januar – Frimenigheden Faderhuset ansøger Københavns Kommune om at rive Ungdomshuset ned
- 2. januar – En video af Saddam Husseins henrettelse er en af de mest sete nogensinde på video-portalerne Google Video og YouTube.
- 4. januar – På den 110. kongres i USA overtager Demokraterne kontrollen med både Senatet og Repræsentanternes Hus.
- 7. januar – Warszawas nyudnævnte ærkebiskop Stanisław Wielgus går af efter spionsag.
- 7. januar – DSB gør samtlige tog røgfrie.
- 7. januar – Ifølge kilder i israelsk militær planlægger Israel at ødelægge Irans anlæg til berigelse af uran ved at bombe dem med små atombomber.
- 9. januar – USAs luftvåben angriber formodede al-Qaeda-medlemmer i det sydlige Somalia nær grænsen til Kenya.
- 11. januar – Den engelske fodboldspiller David Beckham har tegnet en femårig kontrakt med Los Angeles Galaxy og forlader dermed Real Madrid
- 11. januar – Det socialdemokratiske folketingsmedlem Pia Gjellerup meddeler at hun forlader politik til fordel for en stilling i fagforbundet Djøf.
- 11. januar – Folketingets formand, Christian Mejdahl (V) meddeler, at han går på pension ved næste valg.
- 11. januar – Alfred Gusenbauer afløser Wolfgang Schüssel som Østrigs kansler.
- 13. januar – En gruppe unge besætter en tom ejendom i det nordvestlige København, som de kalder Ungdomshus nr. 2
- 14. januar – Det kommer frem, at tidligere indenrigsminister Karen Jespersen i efteråret havde forladt Socialdemokraterne efter 22 år.
- 15. januar – Politiet rydder en ejendom, på Dortheavej i Københavns nordvestkvarter og anholder de 94 unge, som havde besat den to dage tidligere.
- 17. januar – En urmager i København sigtes for drabsforsøg, da han i forbindelse med et røveriforsøg mod butikken dagen i forvejen skød og sårede to af røverne.
- 19. januar – En orkan hærger det centrale Europa med vindstød på over 200 km/t. Hidtil er 47 mennesker omkommet som følge af det voldsomme uvejr.
- 19. januar – Den tyrkisk-armensk journalist Hrant Dink bliver myrdet i Istanbul. Han var for nylig blevet dømt for at have kritiseret "tyrkheden" i samfundet og havde modtaget trusler på livet fra tyrkiske nationalister.
- 20. januar – Hillary Clinton meddeler, at hun går efter at blive demokratisk præsidentkandidat. Dermed kan hun i 2008 blive den første kvindelige præsident i USA's historie.
- 23. januar – Med en større omrokering af ordførerposter i den socialdemokratiske folketingsgruppe ruster Helle Thorning-Schmidt partiet til den kommende valgkamp.
- 23. januar – Susanne Biers film Efter brylluppet nomineres til en Oscar for bedste udenlandske film.
- 26. januar – Danmark tildeles VM i landevejscykling i 2011.
- 30. januar – EF-domstolen afgør, at Danmark har brudt EF-retten ved i skattelovgivningen at give fradragsret for pensionsordninger og livsforsikringer oprettet i Danmark, men ikke i andre lande.

### Februar
- 1. februar – TV 2 Radio går i luften.
- 1. februar – Telefonnummeret 114 tages i brug som middel til at komme i kontakt med den lokale politistation på en hurtig og let måde.
- 1. februar – den tidligere socialdemokratiske minister Karen Jespersen stiller op for Venstre
- 1. februar - en ny lov træder i kraft i Frankrig, som gør det forbudt at ryge på offentlige steder
- 4. februar – det danske håndboldherrelandshold vinder med 34-27 over Frankrig i kampen om 3. pladsen i VM i håndbold og opnår med bronzemedaljerne det bedste VM-resultat siden 1967. Tyskland vinder guld i finalen mod Polen.
- 4. februar – Drømmen vinder fem Robert-statuetter.
- 4. februar – Christer Petterssons kæreste offentliggør breve, hvor Pettersson skriver at det var ham der myrdede Olof Palme.
- 4. februar – Bayersk domstol afgør at tidligere SS-officer Søren Kam ikke skal udleveres til retssag i Danmark om drabet på B.T.s redaktør Carl Henrik Clemmensen i 1943.
- 4. februar – Jakarta i Indonesien udsættes for store oversvømmelser, hvorunder mindst 20 personer omkommer og over 340.000 bliver hjemløse.
- 7. februar – Hofmarskallatet oplyser at Prinsesse Alexandra skal giftes med kameramand Martin Jørgensen den 3. marts 2007.
- 7. februar – Østrigsk politi afslører en børnepornoring med over 2.300 mistænkte fra 77 lande over hele kloden.
- 8. februar – Peter Brixtofte kendes i Østre Landsret skyldig i groft mandatsvig og idømmes to års ubetinget fængsel.
- 13. februar – En TV 2-dokumentar afslører massivt omsorgssvigt overfor de udviklingshæmmede beboere på Strandvænget i Nyborg
- 15. februar – Ved Østre Landsret idømmes én af de fire anklagede fra terrorsagen fra Glostrup 7 års fængsel, mens sagen mod de tre øvrige skal gå om.
- 16. februar – Annemette Hommel vandt erstatningssag mod staten. Hun får 100.000 kr. for at blive sendt hjem fra Irak uden partshøring.
- 17. februar – Sydkorea og Kina fejrer nytår. Grisens år begynder den 18. februar.
- 17. februar – Overenskomstforhandlingerne mellem Dansk Industri og CO-Industri bryder sammen. Sidste skridt inden en storkonflikt er dermed forhandlinger i Forligsinstitutionen.
- 21. februar – Statsminister Anders Fogh Rasmussen meddeler at den danske bataljon i Irak trækkes hjem til august. Meddelelsen kommer samme dag, som den britiske premierminister Tony Blair annoncerer en kraftig reduktion af de britiske styrker i Basra.
- 21. februar – I Italien går Romano Prodis regering af efter blot ni måneder ved magten efter at have tabt en afstemning i parlamentet
- 21. februar – fire ansatte afskediges som følge af afsløringerne i TV 2-dokumentaren om Strandvænget i Nyborg
- 21. februar – ca. halvdelen af landet rammes af en voldsom snestorm, der over flere dage giver voldsomme problemer for trafikken. Mange steder frarådes alt udkørsel, busser, tog og fly forsinkes eller aflyses, og helt usædvanligt råder DSB i en periode folk til at holde sig væk og lade være med at tage S-toget.
- 22. februar – de nordlige og østlige egne af Danmark rammes af en voldsom snestorm, der lammer store dele af trafikken.
- 24. februar – efter et par dages usikkerhed bestemmer Italiens præsident Giorgio Napolitano, at Romano Prodi skal fortsætte som ministerpræsident
- 27. februar - en 61-årig kvinde føder på Rigshospitalet en pige på omkring 3.000 gram og bliver dermed den ældste fødende kvinde i Danmark.

### Marts
- 1. marts – Københavns Politi rydder Ungdomshuset.
- 1. marts – På messen Erotic World 2021 i Valby Hallen hædres for første gang skandinaviske sexfilm med de nyindstiftede Scandinavian Adult Awards.
- 3. marts – Prinsesse Alexandra gifter sig med Martin Jørgensen (fotograf) i Øster Egede Kirke og bliver dermed Grevinde af Frederiksborg.
- 5. marts – 4 dage efter rydningen af Ungdomshuset påbegyndes nedrivningen af huset
- 6. marts - Nedrivningen af Ungdomshuset på Nørrebro i København færdiggøres
- 7. marts – Det protestantiske Demokratiske Unionistparti (DUP) og det katolske Sinn Fein får deres bedste resultater nogensinde ved det nordirske parlamentsvalg.
- 11. marts – Den franske præsident Jacques Chirac meddeler, at han ikke genopstiller til præsidentvalget i år.
- 13. marts – Investoren Klaus Riskær Pedersen bliver idømt 7 års fængsel af Københavns Byret.
- 14. marts – Omfattende arbejdsnedlæggelser i DR i protest mod varslingen af de 300 fyringer.
- 21. marts – I København afholdes en kæmpe fuldskala terrorøvelse.
- 23. marts – Playstation 3 frigives i EU.

### April
- 3. april – En specialudgave af det franske højhastighedstog TGV sætter ny hastighedsrekord med 574,8 km/t.
- 10. april – Byretten i Hillerød idømmer Peter Brixtofte 2 års ubetinget fængsel for embedsmisbrug og mandatsvig. Med dommen fra sommeren 2006 giver det 4 års ubetinget fængsel.
- 11. april – Ved Københavns Byret idømmes dansk-marrokaneren Said Mansour 3 år og 6 måneders fængsel og dømmes dermed som den første efter terrorparagraffen
- 11. april – Konkurrencestyrelsen giver grønt lys for TV 2 Sport, der straks indleder udsendelserne.
- 16. april – Lisbeth Knudsen udnævnes som ny chefredaktør for Berlingske Tidende.
- 16. april – Ved det værste skyderi på en uddannelsesinstitution i USA's historie bliver mindst 33 dræbt.
- 19. april – Gratisavisen Dato lukker som første offer for aviskrigen.
- 21. april – Kronprinsesse Mary føder en velskabt lille pige på Rigshospitalets Lyserøde Stue.
- 22. april – Edward Kofler en polsk-schweizisk matematiker dør i Zürich – Schweiz.
- 25. april – Galathea 3 vender hjem til København efter 258 dage på havet.
- 26. april – Elsebeth Gerner Nielsen ifører sig hijab (muslimsk tørklæde) i en happening vendt mod Søren Krarup og Dansk Folkeparti
- 26. april - Bronzenatten - bølleoptøjer blandt russisksprogede i Tallinn
- 29. april – Politikeren Morten Messerschmidt forlader Dansk Folkeparti efter avisskriverier om at han havde hyldet nazismen ved en fest

### Maj
- 6. maj – Nicolas Sarkozy fra det borgerlige UMP vælges til Frankrigs nye præsident
- 6. maj – Manchester United vinder Premier League for første gang siden 2003
- 7. maj – Partiet Ny Alliance stiftes af Naser Khader, Anders Samuelsen og Gitte Seeberg
- 7. maj – Operasangeren Bent Norup (født 1936) dør.
- 7. maj – Seksualpolitisk Forum stiftes, med det formål "at påvirke den seksualpolitiske debat i en frisindet og nøgtern retning".
- 8. maj – Louise Frevert melder sig ud af Dansk Folkeparti, da hun mener at have for lidt indflydelse i partiet og ikke kan arbejde sammen med partiets formand Pia Kjærsgaard.
- 10. maj – Tony Blair bekendtgør at han vil træde tilbage som Storbritanniens premierminister 27. juni 2007.
- 10. maj – Som det 3 folketingsmedlem indenfor 4 dage forlader Leif Mikkelsen partiet Venstre. Han melder sig samme dag ind i det nystiftede Ny Alliance.
- 16. maj – Nicolas Sarkozy fra det borgerlige UMP bliver indsat som Frankrigs nye præsident
- 25. maj – Bjarne Riis, vinderen af Tour de France i 1996, indrømmer på et pressemøde, at han benyttede EPO, da han vandt Tour de France
- 29. maj - Folketingets politikere stemmer med et overvældende flertal ja til Rygeloven, der forbyder rygning i det offentlige rum og på arbejdspladser
- 29. maj – En landsdækkende strejke blandt Falcks reddere bryder ud i protest over sammenbruddet i deres overenskomstforhandlinger. Et nødberedskab sikrer, at absolut nødvendige opgaver som f.eks. brandslukning og akut ambulancekørsel gennemføres.

### Juni
- 2. juni – Danmark dømmes som taber af en kvalifikationskamp til EM i fodbold 2008 mod Sverige, fordi en tilskuer i det 89. minut løb på banen og slog dommeren, efter at Christian Poulsen i straffesparksfeltet havde slået en svensk spiller (se Danmark-Sverige 2. juni 2007).
- 7. juni – DR starter Danmarks første online-baserede nyhedskanal, DR Update.
- 14. juni – den palæstinensiske gruppe Hamas, der af EU og USA anses for at være en terrororganisation, overtager kontrollen over Gazastriben i borgerkrigen mod Fatah
- 15. juni – Marianne Jelved går af som politisk leder af Det Radikale Venstre. Hun efterfølges af Margrethe Vestager.
- 19. juni – den danske fladskærmsproducent Alfaview erklæres konkurs
- 22. juni – Danmarks største virksomhed, A.P. Møller-Mærsk, meddeler at Nils Smedegaard Andersen efterfølger Jess Søderberg som koncernchef.
- 23. juni – på et topmøde i Bruxelles bliver EU's stats- og regeringschefer enige om Reformtraktaten, der skal erstatte den kuldsejlede forfatningstraktat
- 25. juni - IC4 indsættes mellem Aarhus og Lindholm og kører med passagerer for første gang
- 27. juni – Storbritanniens premierminister Tony Blair tager til dronningen for at afgive sin afsked og efterfølges af partifællen Gordon Brown.
- 29. juni – Trafikminister Flemming Hansen bliver enig med den tyske trafikminister om at opføre Femernbroen. Den skulle efter planen stå klar i 2018.
- 29 juni – Miljøminister Connie Hedegaard udpeger Danmarks første Nationalpark. Valget falder på Nationalpark Thy.

### Juli
- 1. juli – Kronprinsparrets datter døbes Isabella Henrietta Ingrid Margrethe i Fredensborg Slotskirke.
- 1. juli – Havhingsten fra Glendalough sendes af sted mod Dublin.
- 4. juli – BBC-journalisten Alan Johnston frigives efter næsten fire måneders kidnapning i Gaza.
- 5. juli – Roskilde Festival 2007 åbner officielt kl. 17.00.
- 7. juli – Faderhus-præsten Ruth Evensen stifter partiet Frihedspartiet.
- 17. juli – Michael Laudrup bliver ny træner for den spanske fodboldklub Getafe CF.
- 22. juli - Tyrkiet afholder sit 16. parlamentsvalg.
- 26. juli – Folketingskandidaten Asmaa Abdol-Hamid (EL) politianmeldes for landsforræderi grundet sin støtte til den irakiske modstandsbevægelse.

### August
- 1. august – 41.000 spejdere fra 158 lande fejrer Spejderbevægelsens 100 års fødselsdag kl. 8.00 på 21st World Scout Jamboree i England. Spejdere over hele verden fejrer samme begivenhed kl. 8.00 lokal tid.
- 2. august – En motorvejsbro i Minneapolis i staten Minnesota i USA kollapser midt i myldretiden.
- 7. august – Den sidste danske soldat forlader Camp Dannevang, der i godt 2 år har dannet rammen om den danske indsats i Irakkrigen.
- 9. august – Filmproducenterne Tivi Magnusson og den Oscar-belønnede Kim Magnusson dømmes for skattesvindel for 1,1 millioner kroner via et fidusfirma på Bahamas.
- 18.-19. august – It-konferencen PodCamp Pittsburgh 2, hvor begrebet bacn bliver opfundet, løber af stablen
- 27. august – Familierne til de dræbte i Tilst-sagen får deres sag mod politiet for Vestre Landsret.

### September
- 1. september - de analoge tv-transmissioner ophører kl. 04:00 i Finland, idet der gås over til digitale tv-transmissioner gældende for alle tv-selskaber.
- 9. september – SAS-flyet SK1209's landingsstel knækker under et forsøg på at nødlande i Aalborg Lufthavn. Ingen mennesker kommer alvorligt til skade.
- 12. september – Statsminister Anders Fogh Rasmussen foretager en mindre ministerrokade, der blandt andet giver Karen Jespersen socialministerposten
- 17. september - de første varsler for finanskrisen viser sig, da den britiske bank Northern Rock kommer i likviditetsproblemer, og oplever et bank run, da bankens kunder om mandagen står i kø for at hæve pengene i banken. Banken overtages kort efter af Bank of England
- 17. september - kopier af Guldhornene blev stjålet fra en udstilling i Jelling
- 28. september – Metrostrækningen mellem Lergravsparken og Københavns Lufthavn i Kastrup åbnes.
- 28. september – MF Louise Frevert, der efter at have forladt Dansk Folkeparti i foråret har været løsgænger, melder sig ind i Centrum-Demokraterne.

### Oktober
- 2. oktober - historisk topmøde mellem Nordkorea og Sydkorea finder sted i Pyongyang
- 2. oktober – I forbindelse med Folketingets åbning demonstrerer ca. 50.000 for øget finansiering af en række offentlige serviceforpligtelser.
- 3. oktober – Det danske kongehus meddeler, at Prins Joachim forlover sig med franske Marie Cavallier med planer om bryllup i foråret 2008
- 6. oktober - Dronning Margrethe besøger Sydkorea.
- 6. oktober - Grøndalsvænge Allé 13 besættes af autonome fra det tidligere ungdomshus i kampen om et nyt ungdomshus
- 18. oktober - Benazir Bhutto vender tilbage til Pakistan efter 8 års selvvalgt eksil
- 24. oktober – Statsminister Anders Fogh Rasmussen udskriver folketingsvalg til afholdelse 13. november
- 25. oktober - Airbus A380 sættes i drift.
- 28. oktober – SLV grounder SAS' fly af typen Q400 fra producenten Bombardier efter endnu et uheld. Samtidig vælger SAS at sælge alle deres fly af denne type.
- 31. oktober – 21 af 28 anklagede fra terrorangrebet i Madrid 2004 dømmes for en række forhold, herunder mord.

### November
- 1. november – 21 af 28 anklagede fra terrorangrebet i Madrid 2004 dømmes for en række forhold, herunder mord.
- 7. november – Skuddramaet på Jokelaskolen, en elev dræber i alt ni personer i Finland
- 13. november – Folketingsvalg 2007 afholdes. SF bliver valgets store sejrherre med en stigning på tolv mandater, mens Radikale Venstre mister otte. Venstre mister seks mandater, og Ny Alliance opnår valg til Folketinget med fem mandater.
- 14. november – Efter folketingsvalget, hvor VKO med støtte fra det færøske borgerlige Sambandspartiet opnår flertal, fortsætter regeringen Anders Fogh Rasmussen II.
- 20. november – Pixel.tv, Danmarks første tv-station omkring computerspil, gik i luften
- 23. november - Statsminister Anders Fogh Rasmussen præsenterer sin nye regering

### December
- 5. december – Pia Christmas-Møller (K) bliver løsgænger. Dermed har V, K og DF for første gang siden 2001 under 90 mandater bag sig i Folketinget.
- 21. december – Ni lande, primært tidligere Warszawapagtlande, optages i Schengen-samarbejdet, der herefter omfatter 25 lande.
- 21. december – Efter at ufrugtbare forhandlinger om en ny regering i Belgien har stået på i 190 dage, danner den hidtidige premierminister Guy Verhofstadt en midlertidig regering.
- 24. december – Usbekistans siddende præsident, Islom Karimov, får 88% af stemmerne ved præsidentvalget og syv år mere på posten.
- 27. december – Pakistans tidligere premierminister Benazir Bhutto bliver dræbt ved et attentat 12 dage før parlamentsvalget.
- 27. december – Ved et kup mod Danske Banks fordelingscentral i Brabrand opnår tre røvere det næststørste udbytte i Danmarkshistorien – 26,7 millioner kr.
- 28. december – New England Patriots går ubesejret igennem sæsonen i NFL, som de første hold siden 1972.
- 30. december – På grund af øget terrortrussel er der i Bruxelles i Belgien indført forbud mod at fyre fyrværkeri af.

## Født
- 10. april - Prinsesse Ariane af Nederlandene og Orange-Nassau, hollandsk prinsesse
- 21. april – Prinsesse Isabella af Danmark, dansk prinsesse
- 17. december - James Alexander Philip Theo Mountbatten-Windsor, britisk prins

## Nobelprisen
- Fysik: Albert Fert og Peter Grünberg
- Kemi: Gerhart Ertl
- Medicin: Mario Capecchi, Martin Evans og Oliver Smithies
- Litteratur: Doris Lessing
- Fred: Al Gore og FN's klimapanel
- Økonomi: Leonid Hurwicz, Erik Maskin, Roger Myerson

## Sport
- 11. januar – Fodboldikonet David Beckham forlader Real Madrid og spiller fra juli i Los Angeles Galaxy.
- 4. februar – Tyskland vinder VM i håndbold 2007 for herrer foran Polen, mens Danmark med bronzemedaljer opnår det bedste resultat siden 1967.
- 4. februar – I årets Super Bowl vinder favoritterne fra Indianapolis Colts med 29-17 over Chicago Bears.
- 26. februar – Den tidligere Tour de France-vinder Jan Ullrich stopper karrieren efter anklager om hans indblanding i Operacion Puerto-sagen.
- 11. marts – Morten W. Sørensen vinder DM i squash for 2. gang.
- 17. maj – I landspokalturneringen i fodbold slår OB F.C. København 2-1 og bliver dermed danske pokalmestre.
- 20. maj - Slagelse DT vinder for tredje gang Champions League i håndbold for kvinder.
- 23. maj - A.C. Milan vinder Champions League i fodbold med finalesejr 2-1 over Liverpool F.C.
- 25. maj – Bjarne Riis, vinderen af Tour de France i 1996, indrømmer på et pressemøde, at han benyttede EPO, da han vandt Tour de France.
- 27. maj – F.C. København vinder det danske mesterskab i fodbold ved at spille 0-0 mod Vejle Boldklub.
- 2. juni – Kvalifikationskampen til EM i fodbold 2008 mellem Danmark og Sverige afbrydes kort før afslutningen, da en tilskuer slår dommeren. Senere idømmes Danmark straf, herunder et 0-3 nederlag i kampen.
- 9. juli – Michael Laudrup bliver ny træner for den spanske fodboldklub Getafe CF.
- 26. juli – Rabobank smider Michael Rasmussen ud af Tour de France efter han tilsyneladende har løjet om hvor han har opholdt sig i juni måned.
- 21. oktober - Efter sejr i sæsonens sidste løb vinder finnen Kimi Räikkönen VM i formel 1 med ét point foran Lewis Hamilton og Fernando Alonso.
- 16. december - Rusland vinder VM i håndbold for kvinder efter finalesejr 29-24 over Norge.

## Musik

### Amerikanske udgivelser
- Britney Spears: Blackout
- The Eagles: Long Road Out Of Eden
- Fall Out Boy: Infinity on High
- Good Charlotte: Good Morning Revival
- Gogol Bordello: Super Taranta!
- Linkin Park: Minutes to Midnight
- Madonna: The Confessions Tour
- Marilyn Manson: Eat Me, Drink Me
- Norah Jones: Not Too Late
- Smashing Pumpkins: Zeitgeist

### Britiske udgivelser
- Annie Lennox: Songs of Mass Destruction
- Mika: Life in Cartoon Motion

### Canadiske udgivelser
- Avril Lavigne: The Best Damn Thing
- Joni Mitchell: Shine
- Rufus Wainwright: Release the Stars

### Danske udgivelser
- Alphabeat: This Is Alphabeat
- Dúné: We Are In There You Are Out Here
- Anna David: 2
- Michael Falch: Sang til undren
- Fede Finn og Funny Boyz: De Fedeste
- Hanne Boel: Private Eyes
- Inez: Bed & Breakfast
- Julie: Asasara
- Anne Linnet: Akvarium
- Medina: Tæt på
- Natasja: I Danmark er jeg født
- De Nattergale: The Box
- Private: My Secret Lover
- The Raveonettes: Lust Lust Lust
- Trentemøller: The Last Resort
- U$O: Hold Nu
- Volbeat: Rock The Rebel / Metal The Devil
- TV-2: For dig ku' jeg gøre alting

### Islandske udgivelser
- Björk: Volta

### Tyske udgivelser
- Tokio Hotel: Zimmer 483

### Grammy Awards
- Record of the Year: Not Ready to Make Nice af Dixie Chicks
- Album of the Year: Taking the Long Way af Dixie Chicks
- Song of the Year: Not Ready to Make Nice af Dixie Chicks
- Best New Artist: Carrie Underwood

### Danish Music Awards
- Årets Danske Album: Nephew
- Årets Danske Gruppe: Nephew
- Årets Danske Sangerinde: Kira & The Kindred Spirits
- Årets Danske Sanger: Teitur
- Årets Nye Danske Navn: VETO
- Årets Danske Hit: Nephew
- Årets Udenlandske Album: Justin Timberlake
- Årets Nye Udenlandske Navn: Gnarls Barkley
- Årets Danske Rock Udgivelse: Nephew
- Årets Danske Pop Udgivelse: Peter Sommer
- Årets Danske Electronica Udgivelse: Trentemøller
- Årets Danske Hiphop Udgivelse: Johnson
- Årets Danske Børneudgivelse: Diverse – Der var engang en dreng
- Årets Danske Sangskriver: Mikael Simpson
- Årets Danske Producer: Trentemøller
- Årets Danske Musikvideo: Peder Pedersen (Veto 'We Are Not Your Friends')

### Melodi Grand Prix
- Dansk Melodi Grand Prix 2007 bestod af to semifinaler afholdt fredag 26. januar i Holstebro og fredag 2. februar i Aalborg. Finalen blev afholdt i Forum Horsens lørdag 10. februar.

Resultat:
- 12. maj – Serbien vinder årets udgave af Eurovision Song Content med sangen "Molitva" af Marija Šerifović. Konkurrencen blev dette år afholdt i Helsinki, Finland

## Bøger
- Harry Potter og Dødsregalierne (Originaltitel: Harry Potter and the Deathly Hallows)

## TV-programmer

### Fiktion
- Anna Pihl (TV 2) (Dele af serien sendt i 2007)
- Forbrydelsen (DR1) (Dele af serien sendt i 2007)
- Forestillinger (DR1)
- Klovn (TV 2/Zulu) (Dele af serien sendt i 2007)
- Krøniken (DR1) (Dele af serien sendt i 2007)
- Max (DR1) (Dele af serien sendt i 2007)

## Film
- Spurven (13. april)
- Cecilie (1. juni)
- Die Hard 4.0 (27. juni)
- Evan Almighty (27. juni)
- Mr. Brooks (27. juni)
- Harry Potter og Fønixordenen (13. juli)
- Grind House Vol. 2: Planet Terror (20. juli)
- Reno 911 (20. juli)
- The Simpsons Movie (3. august)
- Shrek den Tredje (31. august)
- Hairspray (11. september)
- Eastern Promises (28. september)
- 1408 (16. november)
- Hitman (30. november)
- Bee Movie (25. december)
- 5 løgner
- 300
- Ocean's Thirteen
- Pirates of the Caribbean: Ved Verdens Ende
- Rush Hour 3
- Sicko
- Spider-man 3

## Spil
- Assassin's Creed (30. november)
- Bioshock (24. august)
- Crysis (13. september)
- Halo 3 (26. september)
- Half-Life 2 Episode Two (10. oktober)
- MySims (13. september)
- Portal (10. oktober)
- Team Fortress 2 (10. oktober)
- The darkness (29. juli)
- S.T.A.L.K.E.R.: Shadow of Chernobyl
- Call of Duty 4: Modern Warfare